# Farvel ved Carl Andersens Baare
Farvel ved Carl Andersens Baare is een compositie van Niels Gade. Hij schreef het werk voor a capella mannenkoor ter gelegenheid van de begrafenis van Carl Andersen. Gade werkte regelmatig samen met deze amateurschrijver, bijvoorbeeld bij zijn cantate Korsfarerne.